# Yulia Anatoliivna Svyrydenko
Yulia Svyrydenko (tiếng Ukraina: Юлія Анатоліївна Свириденко; sinh ngày 25 tháng 12 năm 1985) là Thủ tướng thứ 19 của Ukraina từ ngày 17 tháng 7 năm 2025. Trước đó bà từng là Phó Thủ tướng thứ nhất Ukraina, đồng thời là Bộ trưởng Bộ Phát triển Kinh tế và Thương mại Ukraina kể từ ngày 4 tháng 11 năm 2021 đến khi được bổ nhiệm làm thủ tướng vào năm 2025.

## Học vấn
Năm 2008, cô tốt nghiệp Đại học Kinh tế và Thương mại Quốc gia Kyiv với bằng quản lý chống độc quyền.

## Sự nghiệp
Vào ngày 5 tháng 5 năm 2020, Tổng thống Ukraine Volodymyr Zelensky đã bổ nhiệm Svyrydenko làm đại diện của Ukraine trong nhóm phụ về các vấn đề kinh tế và xã hội của Nhóm liên lạc ba bên về giải quyết tình hình ở Donbas (Ukraine - Tổ chức An ninh và Hợp tác châu Âu - Nga). Vào ngày 22 tháng 12 năm 2020, Zelensky bổ nhiệm Svyrydenko làm Phó Văn phòng Tổng thống thay Yuliya Kovaliv.
Ngày 4 tháng 11 năm 2021, Quốc hội Ukraine bổ nhiệm Svyrydenko làm Phó thủ tướng thứ nhất, Bộ trưởng Kinh tế Ukraine. Khoảng 256 nghị sĩ đã bỏ phiếu cho cô.